# スティーブ・チャン

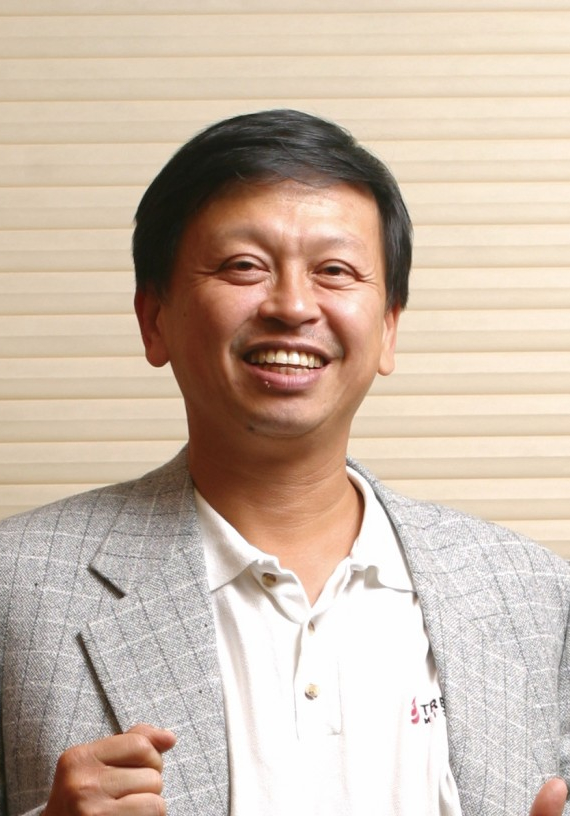
スティーブ・チャン、2018年

スティーブ・チャン（英: Steve Chang、1954年 - ）は、台湾生まれの実業家。トレンドマイクロの創業者として知られる。漢字表記は「張明正」。

## 概要
台湾の屏東県生まれ。通常3年で卒業する高校を4年かけて卒業。大学も二度受験し、起業も3度目にして成功した。1977年輔仁大学理工学部卒、米カルフォルニアにて1988年に妻と妻の妹のエバ・チェン（トレンドマイクロ社現CEO）と共に米国ロサンゼルスにて創業。Windows 95が発売されると、当時ウイルス対策ソフト自体が希少価値であったことから、PC-cillin（ウイルスバスター）として採用され世界的企業に育つチャンスを掴んだ。著書に「ウイルスバスターの冒険―トレンドマイクロ創業物語」がある。2015年1月現在トレンドマイクロ代表取締役会長。